# Makrillika fiskar
Makrillika fiskar (Scombroidei) är en underordning i ordningen abborrartade fiskar. De lever pelagiskt och är med sin torpedlika kroppsform väl anpassade till livet i havet. Deras ryggsträng innehåller inte så mycket brosk på grund av de stora påfrestningar som den är utsatt för. Bröst-, buk- och ryggfenan kan gömmas i fördjupningar. Fjäll saknas eller är bara små.
Arterna i underordningen lever på andra fiskar eller bläckfisk, som jagas aktivt.

## Familjer
- Barracudafiskar (Sphyraenidae – barracuda och ytterligare 25 arter)
- Havsgäddfiskar (Gempylidae)
- Makrillfiskar (Scombridae – makrillsläktet, tonfisksläktet, bonit, m.fl.)
- Spjutfiskar (Istiophoridae – spjutfisksläktet, marlinsläktet, segelfisksläktet)
- Hårstjärtfiskar (Trichiuridae – hårstjärt, dolkfisk m.fl.)